# Melchora
Melchora, manje pleme jezične porodice Rama s rijeke Río Sabalos, pritoke Río San Juana, sjeveroistočno od jezera Nicaragua u Nikaragvi. Antropolozi Walter Lehmann i Eduard Conzemius smatraju ih precima Rama.